# Kanton Mulhouse-Est
Kanton Mulhouse-Est (fr. Canton de Mulhouse-Est) byl francouzský kanton v departementu Haut-Rhin v regionu Alsasko. Tvořila ho pouze východní část města Mylhúzy. Zrušen byl po reformě kantonů 2014.